# یواس‌اس هوگان (دی‌دی-۱۷۸)
یواس‌اس هوگان (دی‌دی-۱۷۸) (به انگلیسی: USS Hogan (DD-178)) یک کشتی بود که طول آن ۳۱۴ فوت ۶ اینچ (۹۵٫۸۶ متر) بود. این کشتی در سال ۱۹۱۹ ساخته شد.